# Christian Fittipaldi
Christian Fittipaldi (San Paolo, 18 gennaio 1971) è un ex pilota automobilistico brasiliano.
Nella sua carriera ha gareggiato in varie categorie automobilistiche quali Formula 1, Champ Car e NASCAR.

## Biografia
Di lontane origini italiane (ed esattamente lucane), è il figlio di Wilson e il nipote del più famoso Emerson Fittipaldi, entrambi piloti professionisti.

## Carriera

### Le formule minori
Fittipaldi iniziò a correre sui kart all'età di undici anni, ottenendo diversi risultati di rilievo e segnalandosi per i suoi buoni piazzamenti nei campionati del mondo.
Divenuto campione di F3 brasiliana nel 1989, nel 1990 Christian Fittipaldi vinse il titolo sudamericano, alternandosi con i campionati brasiliano e britannico, in cui ottenne una vittoria.
Visti i successi ottenuti, nel 1991 il brasiliano si trasferì definitivamente in Europa e vinse al primo tentativo il titolo di Campione Internazionale di Formula 3000 alla guida di una delle vetture della Pacific Racing. Il successo gli aprì le porte della Formula 1.

### Formula 1

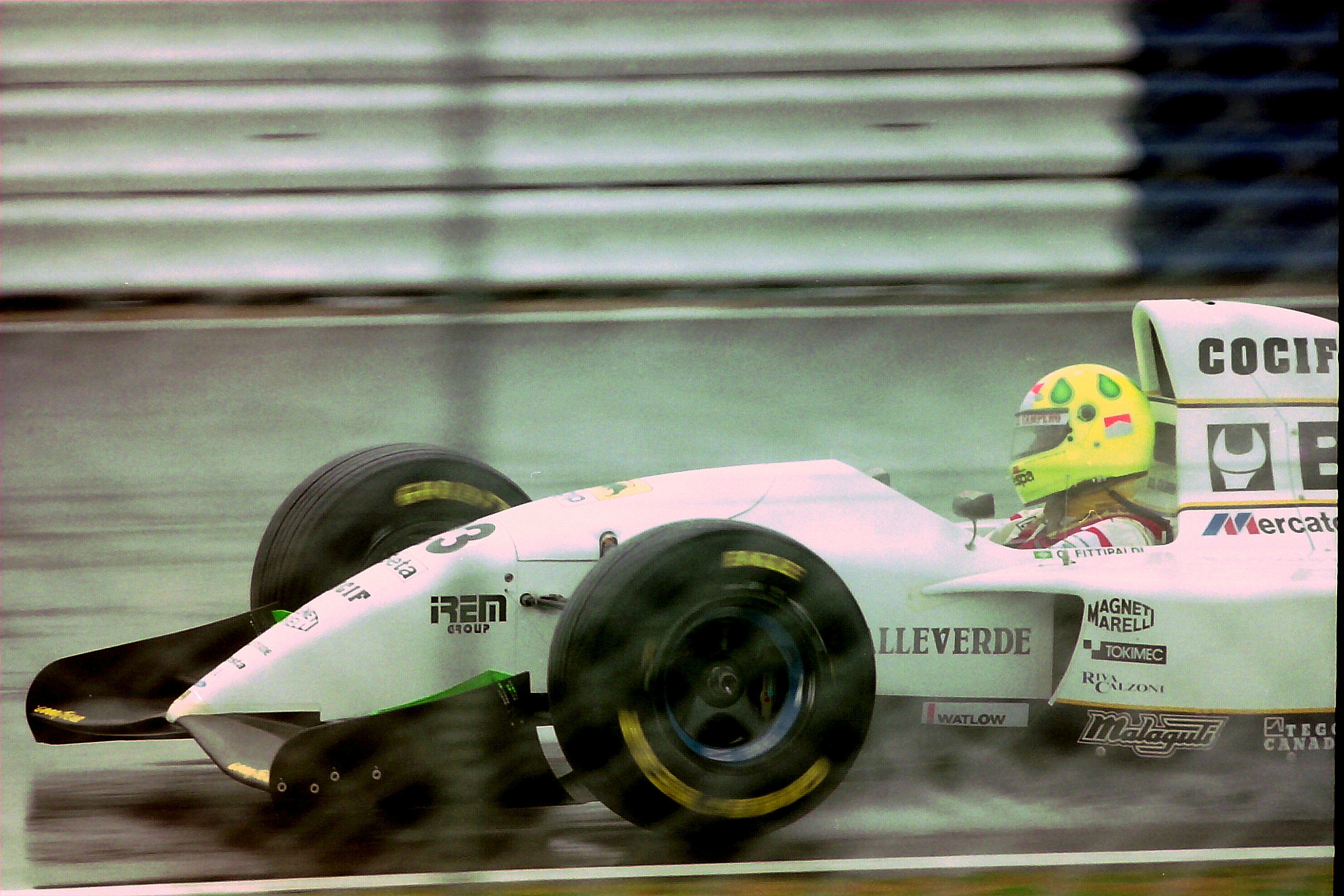
Fittipaldi durante le prove libere del Gran Premio di Gran Bretagna 1993

Ingaggiato dalla Minardi per il 1992, forte anche di una dote di un milione di dollari del suo sponsor, si trovò come compagno di squadra di Gianni Morbidelli. La stagione si prospettò però difficile per il team, che schierò per le prime gare la vettura dell'anno precedente, rinominata M191L, aggiornata per ospitare il nuovo motore Lamborghini. Per Fittipaldi il campionato iniziò con tre ritiri consecutivi nelle prime tre gare. Durante le qualifiche del Gran Premio di Francia subì poi un grave incidente, che gli causò l'incrinatura di una vertebra; dovette saltare tre Gran Premi, nei quali fu sostituito da Alessandro Zanardi. Ritornato a cinque gare dal termine del campionato, faticò a ritrovare il ritmo mancando la qualificazione sia in Belgio sia a Monza, ma riuscì a conquistare l'unico punto della stagione per il team nel penultimo Gran Premio, in Giappone.
Fu quindi confermato dalla Minardi per il 1993, al fianco di Fabrizio Barbazza. A causa della precaria situazione finanziaria della squadra, la nuova monoposto era priva dei di dispositivi elettronici, come le sospensioni attive o il controllo di trazione, utilizzati dalla concorrenza, ma aveva il pregio di essere guidabile e facile da assettare. La stagione iniziò in maniera sorprendente per il pilota brasiliano, con un quarto posto nel Gran Premio inaugurale in Sudafrica; Fittipaldi conquistò anche un quinto posto nel Gran Premio di Monaco, ma nel resto della stagione pagò la mancanza di sviluppi e non fu più in grado di raggiungere la zona punti. Nella gara di Monza fu inoltre protagonista di uno spettacolare incidente: sulla linea del traguardo, nel corso dell'ultimo giro, Fittipaldi tamponò il collega Martini sollevandosi in aria e compiendo una piroetta completa, prima di atterrare sul circuito; fortunatamente il brasiliano non riportò alcuna conseguenza e risultò illeso. A due gare dal termine del mondiale, la Minardi, in crisi di fondi, lo licenziò per sostituirlo con il pagante Jean-Marc Gounon. Concluse quindi il campionato con cinque punti ottenuti al tredicesimo posto.
Nel 1994 trovò posto alla Footwork, dove ritrovò Morbidelli. La stagione fu abbastanza positiva: Fittipaldi sfiorò il podio al Gran Premio di Monaco, dove fu costretto al ritiro dalla rottura del cambio, a fine stagione riuscì a conquistare sei punti, frutto di due quarti posti nel Gran Premio del Pacifico e nel Gran Premio di Germania.

### Champ Car e anni seguenti
Nel 1995 si trasferì negli Stati Uniti d'America per gareggiare nella CART con il team Walker Racing. Dopo una prima stagione piuttosto anonima, in cui si mise però in luce per il secondo posto conquistato nella 500 Miglia di Indianapolis, nel 1996 passò al team Newman-Haas, chiudendo il campionato in quinta posizione; tuttavia nella stagione successiva subì un grave incidente nella gara di Surfers Paradise, rompendosi una gamba. Tornato a correre dopo aver saltato alcune gare, continuò a correre in CART fino al 2002, sempre con il team Newman-Haas, ottenendo due vittorie. È poi passato alla NASCAR a partire dal 2003 e nel 2005 è ritornato in Brasile nelle gare locali V8.

## Risultati completi in Formula 1
| 1992 | Scuderia | Vettura |     |     |     |    |     |   |    |    |  |  |  |    |    |    |   |   |  | Punti | Pos. |
| ---- | -------- | ------- | --- | --- | --- | -- | --- | - | -- | -- |  |  |  | -- | -- | -- | - | - |  | ----- | ---- |
| 1992 | Minardi  | M192    | Rit | Rit | Rit | 11 | Rit | 8 | 13 | NQ |  |  |  | NQ | NQ | 12 | 6 | 9 |  | 1     | 17º  |

| 1993 | Scuderia | Vettura |   |     |   |     |   |   |   |   |    |    |     |     |   |   |  |  |  | Punti | Pos. |
| ---- | -------- | ------- | - | --- | - | --- | - | - | - | - | -- | -- | --- | --- | - | - |  |  |  | ----- | ---- |
| 1993 | Minardi  | M193    | 4 | Rit | 7 | Rit | 8 | 5 | 9 | 8 | 12 | 11 | Rit | Rit | 8 | 9 |  |  |  | 5     | 13º  |

| 1994 | Scuderia | Vettura |     |   |    |     |     |    |   |   |   |    |     |     |   |    |   |   |  | Punti | Pos. |
| ---- | -------- | ------- | --- | - | -- | --- | --- | -- | - | - | - | -- | --- | --- | - | -- | - | - |  | ----- | ---- |
| 1994 | Footwork | FA15    | Rit | 4 | 13 | Rit | Rit | SQ | 8 | 9 | 4 | 14 | Rit | Rit | 8 | 17 | 8 | 8 |  | 6     | 15º  |

| Legenda | 1º posto     | 2º posto | 3º posto    | A punti         | Senza punti/Non class.  | Grassetto – Pole position Corsivo – Giro più veloce |
| Legenda | Squalificato | Ritirato | Non partito | Non qualificato | Solo prove/Terzo pilota | Grassetto – Pole position Corsivo – Giro più veloce |